# 12 Stones
I 12 Stones sono un gruppo musicale post-grunge statunitense, formatosi a Mandeville nel 2000. Gli unici membri fondatori ancora nel gruppo sono il cantante Paul McCoy e il chitarrista solista Eric Weaver.

## Storia del gruppo
Dopo aver firmato un contratto con la Wind-up Records, pubblicano il loro album di debutto omonimo nel 2002. Nel 2004, dopo l'aggiunta del chitarrista ritmico Greg Trammell, pubblicano il secondo album "Potter's Field", con sonorità molto più leggere. Due dei tre singoli, "Shadows" e "Photograph", sono stati usati rispettivamente come colonna sonora dei film: Pirati dei Caraibi ed Elektra.
Nel 2007 avviene un cambio di formazione: Greg Trammell viene sostituito da Justin Rimer, ex Breaking Point, e il bassista Kevin Dorr viene sostituito da DJ Stange, il quale però durerà solo pochi mesi prima di venire sostituito da Shaun Wade. Nello stesso anno pubblicano il loro terzo album "Anthem for the Underdog".
Nel 2009 la band vede il ritorno di Kevin Dorr al basso. Nel 2010 i 12 Stones pubblicano l'EP "The Only Easy Day Was Yesterday", da cui è stato estratto il singolo "We Are One", usato nella federazione WWE come theme song della stable chiamata Nexus, e in particolare del wrestler ed ex-membro del Nexus Wade Barrett. Nello stesso anno, il batterista Aaron Gainer lascia temporaneamente la band, venendo sostituito da Mike Mcmanus per un anno.
Nel 2011 Kevin Dorr lascia nuovamente la band, cedendo il posto a Brad Reynolds.
Nel 2012, oltre al ritorno di Aaron Gainer, Justin Rimer lascia il gruppo, sostituito da McCoy come chitarra ritmica, e Will Reed entra nella band come quinto bassista. Il 22 maggio 2012 esce il loro quarto album in studio, Beneath The Scars: la sua uscita internazionale non è ancora avvenuta.

## Composizione
Sono un gruppo nato in Louisiana che ha come voce Paul McCoy, che ha anche cantato con gli Evanescence nel singolo di grande successo Bring Me to Life. Il gruppo è composto da 2 dei 4 membri che si incontrarono a Mandeville in Louisiana in un piccolo borgo della città di New Orleans.

## Formazione

### Formazione attuale
- Paul McCoy - voce, chitarra ritmica (2000–presente)
- Eric Weaver - chitarra solista, cori (2000–presente)
- Sean Dunaway - batteria (2014–presente)
- David Troia - basso (2014–presente)

### Ex Turnisti
- Wally Worsley - chitarra ritmica
- Aaron Hill - basso

### Ex componenti
- Will Reed - basso
- Aaron Gainer - batteria, cori
- Kevin Dorr – basso
- Pat Quave - batteria
- Greg Trammell - chitarra ritmica
- Justin Rimer – chitarra ritmica
- DJ Stange - basso
- Shawn Wade - basso
- Mike McManus – batteria, percussioni, cori
- Brad Reynolds - basso, cori

## Discografia

### Album studio
- 2002 - 12 Stones
- 2004 - Potter's Field
- 2007 - Anthem for the Underdog
- 2012 - Beneath the Scars
- 2017 - Picture Perfect

### EP
- 2010 - The Only Easy Day Was Yesterday
- 2020 - Smoke and Mirrors Volume 1

### Singoli
| Anno | Canzone                   | Hot Mainstream Rock Tracks | Album                           |
| ---- | ------------------------- | -------------------------- | ------------------------------- |
| 2002 | "Broken"                  | —                          | 12 Stones                       |
| 2002 | "The Way I Feel"          | —                          | 12 Stones                       |
| 2002 | "Crash"                   | —                          | 12 Stones                       |
| 2004 | "Far Away"                | 38                         | Potter's Field                  |
| 2004 | "Photograph"              | —                          | Potter's Field                  |
| 2007 | "Lie to Me"               | 24                         | Anthem for the Underdog         |
| 2008 | "Anthem for the Underdog" | 26                         | Anthem for the Underdog         |
| 2008 | "Adrenaline"              | 23                         | Anthem for the Underdog         |
| 2009 | "Broken Road"             | —                          | Anthem for the Underdog         |
| 2010 | "We Are One"              | 30                         | The Only Easy Day Was Yesterday |